# بنتوني
بنتوني (بالإنجليزية: Bintuni)‏ هي district of Indonesia تقع في إندونيسيا في Teluk Bintuni Regency.